# 大相撲平成26年7月場所
大相撲平成26年7月場所（おおずもうへいせい26ねん7がつばしょ）は、2014年7月13日から7月27日までの15日間、愛知県名古屋市中区の愛知県体育館で開催された大相撲本場所である。
幕内最高優勝は横綱・白鵬翔（13勝2敗・2場所連続30回目）。

## 場所前の話題など
前場所で29回目の幕内最高優勝を果たした横綱白鵬が、この場所を制すれば大鵬、千代の富士に次ぐ史上3人目の優勝30回を達成できるとして注目された。

## 番付・星取表
幕内
| 東方         | 東方      | 東方     | 番付   | 西方     | 西方      | 西方   |
| 備考         | 成績      | 力士名   | 番付   | 力士名   | 成績      | 備考   |
| ------------ | --------- | -------- | ------ | -------- | --------- | ------ |
| 幕内最高優勝 | 13勝2敗   | 白鵬     | 横綱   | 日馬富士 | 10勝5敗   |        |
|              | 11勝4敗   | 鶴竜     | 横綱   |          |           |        |
|              | 9勝6敗    | 稀勢の里 | 大関   | 琴奨菊   | 12勝3敗   | 角番   |
| 殊勲賞       | 12勝3敗   | 豪栄道   | 関脇   | 栃煌山   | 2勝6敗7休 |        |
| 再小結       | 3勝12敗   | 安美錦   | 小結   | 碧山     | 6勝9敗    | 再小結 |
|              | 5勝10敗   | 勢       | 前頭1  | 松鳳山   | 4勝11敗   |        |
|              | 1勝5敗9休 | 豊真将   | 前頭2  | 嘉風     | 7勝8敗    |        |
|              | 5勝10敗   | 魁聖     | 前頭3  | 大砂嵐   | 7勝8敗    |        |
|              | 3勝12敗   | 玉鷲     | 前頭4  | 豪風     | 9勝6敗    |        |
|              | 6勝9敗    | 千代鳳   | 前頭5  | 遠藤     | 8勝7敗    |        |
|              | 9勝6敗    | 照ノ富士 | 前頭6  | 妙義龍   | 11勝4敗   |        |
|              | 5勝10敗   | 栃乃若   | 前頭7  | 常幸龍   | 10勝5敗   |        |
|              | 10勝5敗   | 千代大龍 | 前頭8  | 豊響     | 8勝7敗    |        |
|              | 9勝6敗    | 宝富士   | 前頭9  | 北太樹   | 6勝9敗    |        |
|              | 4勝11敗   | 德勝龍   | 前頭10 | 豊ノ島   | 10勝5敗   |        |
|              | 6勝9敗    | 佐田の海 | 前頭11 | 髙安     | 11勝4敗   | 敢闘賞 |
|              | 6勝9敗    | 旭天鵬   | 前頭12 | 旭秀鵬   | 6勝9敗    |        |
|              | 6勝8敗1休 | 隠岐の海 | 前頭13 | 蒼国来   | 7勝8敗    |        |
| 再入幕       | 6勝9敗    | 鏡桜     | 前頭14 | 東龍     | 7勝8敗    | 再入幕 |
|              | 5勝10敗   | 臥牙丸   | 前頭15 | 時天空   | 7勝8敗    |        |
| 再入幕       | 5勝10敗   | 若の里   | 前頭16 | 千代丸   | 8勝7敗    |        |
|              | 10勝5敗   | 荒鷲     | 前頭17 |          |           |        |

十両
| 東方   | 東方    | 東方   | 番付   | 西方       | 西方    | 西方     |
| 備考   | 成績    | 力士名 | 番付   | 力士名     | 成績    | 備考     |
| ------ | ------- | ------ | ------ | ---------- | ------- | -------- |
|        | 7勝8敗  | 双大竜 | 十両1  | 佐田の富士 | 9勝6敗  |          |
|        | 5勝10敗 | 舛ノ山 | 十両2  | 玉飛鳥     | 6勝9敗  |          |
|        | 12勝3敗 | 貴ノ岩 | 十両3  | 逸ノ城     | 13勝2敗 | 優勝同点 |
|        | 8勝7敗  | 翔天狼 | 十両4  | 誉富士     | 9勝6敗  |          |
|        | 5勝10敗 | 青狼   | 十両5  | 琴勇輝     | 8勝7敗  |          |
|        | 10勝5敗 | 阿夢露 | 十両6  | 朝赤龍     | 7勝8敗  |          |
|        | 7勝8敗  | 德真鵬 | 十両7  | 千代皇     | 7勝8敗  |          |
|        | 6勝9敗  | 旭日松 | 十両8  | 土佐豊     | 11勝4敗 |          |
|        | 7勝8敗  | 里山   | 十両9  | 富士東     | 8勝7敗  |          |
|        | 6勝9敗  | 大道   | 十両10 | 天鎧鵬     | 5勝10敗 |          |
|        | 6勝9敗  | 明瀬山 | 十両11 | 千代の国   | 6勝9敗  |          |
| 再十両 | 13勝2敗 | 栃ノ心 | 十両12 | 大栄翔     | 8勝7敗  | 新十両   |
| 新十両 | 4勝11敗 | 若乃島 | 十両13 | 旭大星     | 7勝8敗  | 新十両   |
| 再十両 | 4勝11敗 | 希善龍 | 十両14 | 栃飛龍     | 7勝8敗  | 再十両   |

※ 赤文字は優勝力士の成績。

## 優勝争い
中日終了時点で白鵬、琴奨菊、髙安の3人が全勝で並び、鶴竜が唯一の1敗力士として追いかける展開となっていた。
9日目、優勝争い先頭の3人のうち白鵬は全勝を守ったものの、琴奨菊は鶴竜に、髙安は妙義龍に敗れたため、単独首位の白鵬を1差で鶴竜、琴奨菊、髙安の3人が追いかける展開に変化した。
10日目、全勝の白鵬と1敗の琴奨菊、髙安は勝ったが、同じく1敗の鶴竜は豪栄道に敗れて2敗に後退した。
11日目は全勝の白鵬が豪栄道に敗れて初黒星。1敗の髙安は常幸龍に敗れて2敗に後退したため、優勝争いの首位は白鵬と琴奨菊が1敗で並ぶ形となった。
12日目は1敗同士で白鵬と琴奨菊の直接対決となり、白鵬が1敗をキープ。白鵬は単独首位となり、2敗で鶴竜、琴奨菊、髙安が追いかける展開に変わった。
13日目は琴奨菊と髙安が2敗をキープしたが、鶴竜は日馬富士に敗れて3敗に後退。唯一1敗の白鵬も稀勢の里に敗れたため、優勝争いの先頭は白鵬、琴奨菊、髙安の3人が2敗で並ぶ展開となった。
14日目は琴奨菊と髙安の2敗同士による直接対決が組まれ、琴奨菊が勝って2敗をキープ。2敗の白鵬も勝って2敗をキープし、優勝の可能性を残すのは2敗の2人に3敗の豪栄道と髙安の4人になった。
千秋楽、3敗の髙安は豪風に敗れて優勝争いから脱落。3敗の豪栄道は2敗の琴奨菊を引きずりおろして優勝の可能性を残したものの、白鵬は結びの一番で日馬富士に勝ったため、この瞬間に白鵬の2場所連続30回目の幕内最高優勝が決定した。

## トピック
三賞は、殊勲賞が白鵬と鶴竜の2横綱に勝利した豪栄道、敢闘賞が千秋楽まで優勝争いを演じた髙安に決定した。技能賞は該当者がいなかった。なお、日馬富士と鶴竜の2横綱に勝利した大砂嵐も千秋楽の取組に勝てば殊勲賞受賞と決まっていたが、敗れて7勝8敗と負け越したため、大砂嵐は殊勲賞受賞を逃した。
関脇豪栄道は、今場所で関脇連続在位が史上単独1位の14場所に到達した。3月場所以降の3場所の成績が12勝3敗、8勝7敗、12勝3敗の計32勝13敗となり、特に12勝を2回挙げたことが高く評価されて場所後に大関昇進が決定した。
4日目、嘉風は日馬富士を破って自身初金星を獲得。32歳3か月27日での初金星獲得は、1986年11月場所で千代の富士に勝った玉龍の記録（32歳3か月21日）を28年ぶりに更新する最年長記録だった。
5日目、大砂嵐は鶴竜を破って自身初金星を獲得。初土俵から所要15場所は幕下付出入門者を除くと、小錦の14場所に次ぐ史上2番目のスピード記録であった。翌6日目には日馬富士にも勝利し、初金星から2日連続で金星を獲得することになった。同一場所で複数の金星獲得と、2日連続の金星は2003年11月場所の栃乃洋以来11年ぶりだが、同じ場所で初金星から横綱戦に2連勝するのは1984年9月場所の小錦以来30年ぶりのことであった。
9日目、豪風は日馬富士を破って自身初金星を獲得。豪風は35歳1か月のため、嘉風が更新したばかりの最年長初金星記録を5日で更新する結果となった。